# 加藤寿一 (1969年生のサッカー選手)
加藤 寿一（かとう としかず、1969年4月22日 - ）は、静岡県出身の元プロサッカー選手、サッカー指導者(JFA公認A級コーチ)。

## 来歴
吉田中学時代、平木隆三監督のもと、礒貝洋光・菊原志郎らと共に1984年第1回アジアジュニア選手権に出場。藤枝東高校を卒業後、筑波大学へ入学。高校と大学の先輩に中山雅史。
大学を卒業後、ミズノに入社。その後はサンフレッチェ広島担当として働く。
1995年にゴールキーパーコーチとしてサンフレッチェ広島へ入団。同年、正GKの前川和也が負傷してしまい、控えの河野和正・2年目の下田崇・ルーキーの玉田真人の3人だけになり、しかも下田がU-20日本代表に選ばれワールドユースに出場し不在になるため、緊急事態にそなえ選手登録された。このときは河野が穴を埋めたため、加藤は出場機会もなく、ベンチ入りすらなかった。
以降、望月一頼とともにGKコーチとして活躍。1998年から2001年まで望月が日本代表のGKコーチに就任していたため、その間は一人でGKコーチを行っていた。1998年は前川が肩の負傷により欠場、代わりに下田が先発し以降正GKとなった年である。
2008年からユース、ジュニアユースでGKコーチを務め、2018年と2019年はトップチームのGKコーチ。2020年からは再びユースのGKコーチに戻る。

## 所属クラブ
- 1982年 - 1984年 : 吉田町立吉田中学校
- 1985年 - 1987年 : 静岡県立藤枝東高等学校
- 1988年 - 1991年 : 筑波大学
- 1995年 : サンフレッチェ広島（コーチ兼務）

## 個人成績
| 国内大会個人成績 | 国内大会個人成績 | 国内大会個人成績 | 国内大会個人成績 | 国内大会個人成績 | 国内大会個人成績 | 国内大会個人成績 | 国内大会個人成績 | 国内大会個人成績 | 国内大会個人成績 | 国内大会個人成績 | 国内大会個人成績 |
| 年度             | クラブ           | 背番号           | リーグ           | リーグ戦         | リーグ戦         | リーグ杯         | リーグ杯         | オープン杯       | オープン杯       | 期間通算         | 期間通算         |
| 年度             | クラブ           | 背番号           | リーグ           | 出場             | 得点             | 出場             | 得点             | 出場             | 得点             | 出場             | 得点             |
| 日本             | 日本             | 日本             | 日本             | リーグ戦         | リーグ戦         | リーグ杯         | リーグ杯         | 天皇杯           | 天皇杯           | 期間通算         | 期間通算         |
| ---------------- | ---------------- | ---------------- | ---------------- | ---------------- | ---------------- | ---------------- | ---------------- | ---------------- | ---------------- | ---------------- | ---------------- |
| 1995             | 広島             | -                | J                | 0                | 0                | -                | -                | 0                | 0                | 0                | 0                |
| 通算             | 日本             | 日本             | J                | 0                | 0                | -                | -                | 0                | 0                | 0                | 0                |
| 総通算           | 総通算           | 総通算           | 総通算           | 0                | 0                | -                | -                | 0                | 0                | 0                | 0                |

## 指導歴
- 1995年 - 1996年 : サンフレッチェ広島サテライトGKコーチ
  - 1996年 : U-16日本代表GKコーチ
- 1997年 - 2001年 : サンフレッチェ広島トップチームGKコーチ
  - 2001年 : JFAナショナルトレセンコーチ
- 2002年 - 2007年 : サンフレッチェ広島サテライト・ユース他GKコーチ
  - 2002年 : U-16日本代表GKコーチ
- 2008年 - 2013年 : サンフレッチェ広島ユースGKコーチ
- 2014年 - 2017年 : サンフレッチェ広島ジュニアユースGKコーチ
- 2018年 - 2019年 : サンフレッチェ広島トップチームGKコーチ
- 2020年 - : サンフレッチェ広島ユースGKコーチ